# Joan Camp i Fontcuberta
Joan Camp i Fontcuberta (Granollers, 10 d'agost de 1978) és un empresari català, fundador i director de l'empresa Tirabol Produccions, que edita els diaris digitals Racó Català (1999) i Viasona (2010). També és director de les jornades de la Catosfera, el principal punt de trobada de la Internet catalana, que se celebren cada any a Girona.
Va realitzar els seus primers passos a la xarxa ciutadana VallesNET. Fundador de Racó Català l'any 1999 amb Guillem Sureda i Esteban i Oriol Morell. És soci fundador del web amb informació de música en català Viasona (2010).
Al febrer de l'any 2018, Joan Camp s'incorpora com a nou patró de la Fundació puntCAT en representació de l'Associació de Mitjans d'Informació i Comunicació (AMIC). El seu nomenament es fa conjuntament amb l'entrada al patronat d'Albert Pont, que accedeix al càrrec en representació del Cercle Català de Negocis (CCN). També és coautor del llibre Catalunya, estat de la nació, editat per Pòrtic l'any 2008. Al llibre hi col·laboren Ramon Tremosa, Heribert Barrera, Oriol Junqueras, Patricia Gabancho, Jordi Porta, Alfons López Tena i Sean Connery, entre d'altres.